# مهدی‌آباد (بخش مرکزی کرمان)
مهدی‌آباد روستایی در دهستان باغین بخش مرکزی شهرستان کرمان استان کرمان ایران است.

## جمعیت
بر پایه سرشماری عمومی نفوس و مسکن در سال ۱۳۹۵ این روستا بدون جمعیت بوده‌است.